# ヴァシリコ・ロスチスラヴィチ

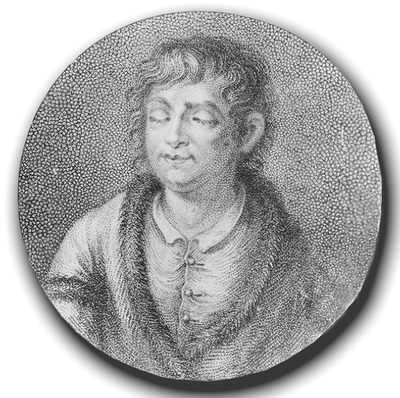
ヴァシリコ・ロスチスラヴィチ

ヴァシリコ・ロスチスラヴィチ（ロシア語: Василько Ростиславич、1066年頃 - 1124年）はトムタラカニ公ロスチスラフ・ウラジミロヴィチの末子である。テレボヴリ公：1085年 - 1124年。

## 生涯
1067年の父の死後、ヴァシリコは兄リューリク、ヴォロダリと共にトムタラカニ(ru)から追放された。1080年代には、ヴァシリコら兄弟はウラジーミル・ヴォリンスキーを狙っており、1084年には実際に占領した。しかしキエフ大公フセヴォロド1世は彼らをウラジーミル・ヴォリンスキーから排除し、代わりに、この3人のイズゴイ・クニャージ（領土や継承権を持たない公）に、ペレムィシュリ、テレボヴリ、ズヴェニゴロドを与えた。ヴァシリコはテレボヴリ公となった。ペレムィシュリ公国、ズヴェニゴロド公国、テレボヴリ公国はこの出来事を機に形成された公国である。
V.ヴァシリエフスキー(ru)の仮説によれば、1091年にヴァシリコはポロヴェツ族のハン・ボニャーク、トゥゴルカンと共に、ビザンツ帝国へ向かい、ペチェネグ族と戦ったという。この仮説は、ビザンツ帝国の歴史家、アンナ・コムネナの叙述に基づいたものである。いずれにせよ、ヴァシリコは1090年代の初めにはポロヴェツ族と密接な関係を構築しており、1092年にはポロヴェツ族と共にポーランドへ遠征している。
1097年、リューベチ諸公会議によって、ヴァシリコがテレボヴリを世襲領として領有することが承認された。しかし、この後、キエフ大公スヴャトポルク2世、ヴォルィーニ公（ウラジーミル・ヴォリンスキー公）ダヴィドによってヴァシリコは捕らえられ、両目を抉られた。また、ヴァシリコは、おそらくキエフ近郊のズヴェニゴロド(ru)（ズヴェニゴロド公国の首都（ズヴェニゴロド）とは異なる。）に監禁された。
この事件は、ルーシ諸公間の内乱の引き金となった。ダヴィドはテレボヴリを手中に収めようとしたが、ヴァシリコの兄のヴォロダリはこれに反対し、ブジスク（現ウクライナ・ブシク）にダヴィドを包囲した。ダヴィドはヴァシリコの解放を余儀なくされた。その後、1098年の春に、ヴァシリコとヴォロダリは再びダヴィドを攻撃し、ウラジーミル・ヴォリンスキーを包囲した。また、この年にはペレヤスラヴリ公ウラジーミル・モノマフ、ノヴゴロド・セヴェルスキー公オレグ、チェルニゴフ公ダヴィドがキエフ大公スヴャトポルク2世に迫り（なお、彼らはすべてリューベチ諸公会議に参加した公である。）、ダヴィド追討軍を起こす宣言をなすことを強要した。タヴィドはウラジーミル・ヴォリンスキーから追放された。
しかし、その後、スヴャトポルク2世と、チェルニゴフ公ダヴィドの子のスヴャトスラフ(ru)の合同軍はヴァシリコとヴォロダリを攻め、1099年のロジュナ平原（現ウクライナ・ゾーロチウの西方）の戦いでヴァシリコらは敗れた。さらに、スヴャトポルク2世は自分の子のヤロスラフをハンガリー王カールマーンの元へ派遣し、ヴァシリコの領土を攻撃するよう要請した。この交渉は成功し、カールマーン自ら軍を率いてペレムィシュリへと向かった。しかしハンガリー軍はヴャグル川で、ヴァシリコらの援軍として参戦したポロヴェツ族のハン・ボニャークと、先にウラジーミル・ヴォリンスキーから追放されていたダヴィドによって、壊滅的な敗北を喫した。
その後、1117年にはウラジーミル・モノマフ（なお、この段階ではキエフ大公ウラジーミル2世）と連携し、ヴォルィーニ公となった、スヴャトポルク2世の子のヤロスラフと戦った。一方、1123年にはそのヤロスラフと連携し、新たにヴォルィーニ公となった、ウラジーミル・モノマフの子のアンドレイと戦ってもいる。ヴァシリコは死を迎えるまで、テレボヴリ公位の座にあった。

## 子
- イヴァン
- ロスチスラフ